# ネスポロ
ネスポロ（伊: Nespolo）は、イタリア共和国ラツィオ州リエーティ県にある、人口約200人の基礎自治体（コムーネ）。

## 地理

### 位置・広がり
リエーティ県南部のコムーネ。アヴェッツァーノから西北西へ33km、県都リエーティから南南東へ33km、ラクイラから南西へ35kmの距離にある。

#### 隣接コムーネ
隣接するコムーネは以下の通り。括弧内のAQはラクイラ県所属を示す。
- カルソーリ (AQ)
- コッラルト・サビーノ

### 気候分類・地震分類
ネスポロにおけるイタリアの気候分類 (it) および度日は、zona E, 2977 GGである。
また、イタリアの地震リスク階級 (it) では、zona 2B (sismicità media) に分類される。